# خوان مارين
خوان مارين (بالإسبانية: Juan Marín)‏ هو شخصية أعمال وسياسي إسباني، ولد في 31 ديسمبر 1962 بشلوقة في إسبانيا. حزبياً، نشط في المواطنون (حزب سياسي إسباني) ( – 2014). وقد انتخب عضو المجلس المحلي ‏ شلوقة (16 يونيو 2007 – 13 يونيو 2015) وانتخب عضو برلمان أندلوسيا عن دائرة Seville (Congress of Deputies constituency) ‏ (16 أبريل 2015 – ).